# Diecezja Almerii

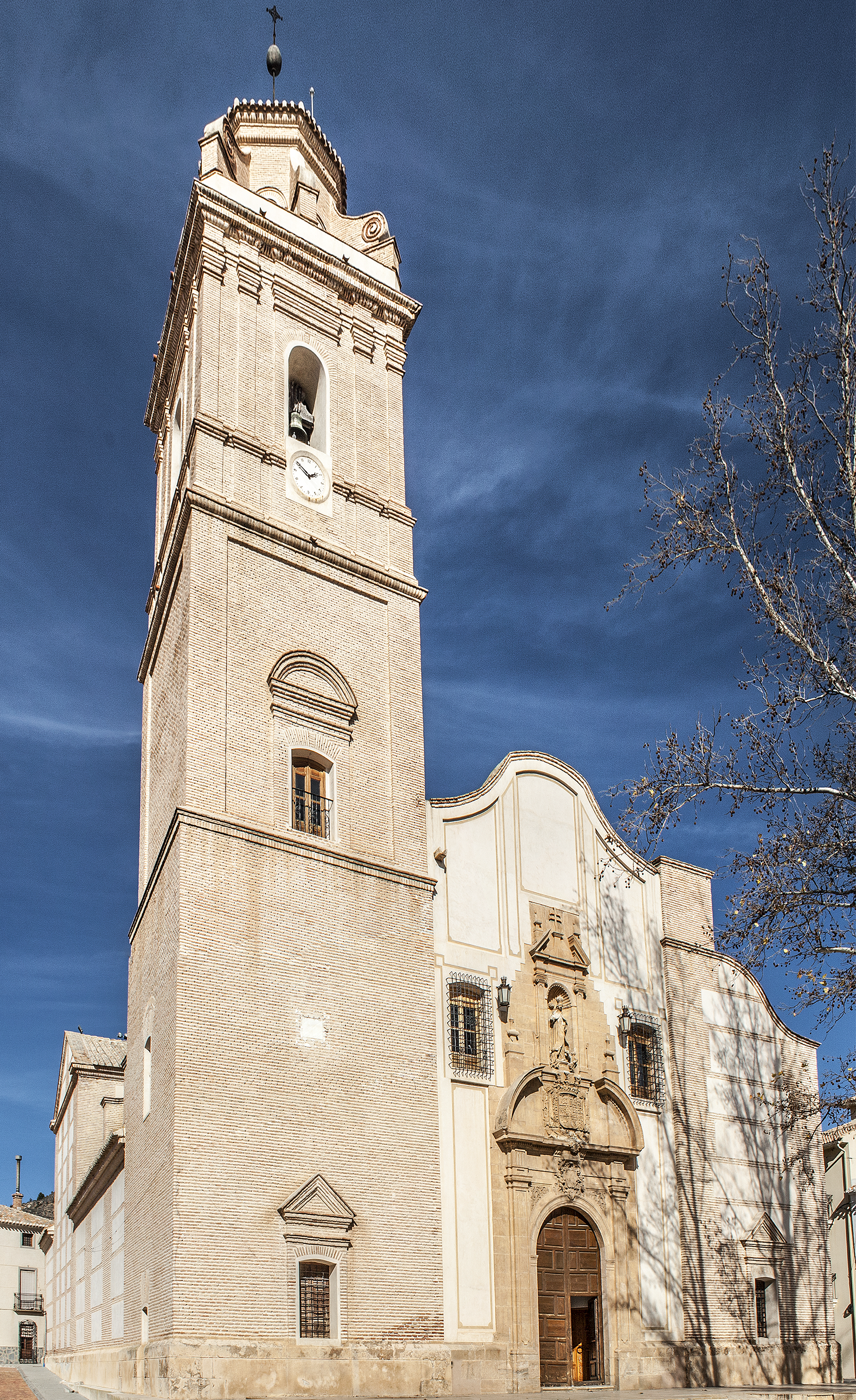
Bazylika Matki Bożej Miłosierdzia w Orii

Diecezja Almerii (łac. Dioecesis Almeriensis) – diecezja Kościoła rzymskokatolickiego w Hiszpanii. Należy do metropolii Grenady. Powstała w 1492.

## Główne świątynie
- Katedra: Katedra Wcielenia w Almerii
- Bazylika mniejsza: Bazylika Matki Bożej Miłosierdzia w Orii

## Biskupi
- biskup diecezjalny: Antonio Gómez Cantero
- biskup senior: Adolfo González Montes